# Olga Steeb
Olga Steeb   (c. 1886 - 29 de desembre de 1941) va ser una pianista i educadora musical estatunidenca, amb seu a Los Angeles, Califòrnia.
Olga era la filla de Carl Egon Steeb i Sophie S. Steeb, tots dos immigrants alemanys que vivien a Los Angeles. Es va dir que el seu pare, un interpret de trompa francesa, va ensenyar a la seva filla a memoritzar centenars de composicions quan era nena, i que actuava en concerts el 1904. Va estudiar piano amb Thilo Becker.

## Carrera
Steeb va actuar als Estats Units i a Europa, en actuacions en solitari i com a part del grup "Griffes" amb la mezzosoprano Edna Thomas i la violinista Sacha Jacobinoff. Va ser presentada com a solista a l'Exposició Internacional de Panamà-Pacífic el 1915 a San Francisco. Va debutar a Nova York el 1919 al "Aeolian Hall". Una vegada, el 1921, va ser cridada de l'audiència a l'escenari per interpretar un concert amb la Filharmònica de Los Angeles, sense assaig ni avís previ, quan la pianista, Mischa Levitzki, va resultar ferit. Va tocar a l'Hollywood Bowl el 1922. El 1923 va interpretar concerts de ràdio amb la violinista retirada Lili Petschnikoff.
Steeb va ser cap dels departaments de música de la Universitat de Redlands entre 1915 i 1919, i a la Universitat del sud de Califòrnia entre 1919 i 1923. LOlga Steeb Piano School va operar a "Wilshire Boulevard" entre 1923 i 1942. Els estudiants de piano de Steeb van incloure a Leonard Pennario, la compositora Elinor Remick Warren, el compositor Harry Partch i l'organista David Craighead.
Les seves germanes Norma Steeb i Lillian Steeb French continuaven dirigint l'escola de piano una mica més enllà de la mort d'Olga Steeb.

## Vida personal
Olga Steeb es va casar dues vegades. El seu primer marit va ser el company músic Charles H. Keefer. Es van casar el 1911 i es van divorciar el 1916. Es va casar de nou el 1919, a Charles Edward Hubach, un professor vocal que es va convertir en el seu manager. Olga Steeb era vídua quan va morir a Los Angeles a la fi de 1941, a causa del càncer, tenia uns 55 anys.